# Пасо Сант'Анђело (Мачерата)
Пасо Сант'Анђело (итал. Passo Sant'Angelo) насеље је у Италији у округу Мачерата, региону Марке.
Према процени из 2011. у насељу је живело 96 становника. Насеље се налази на надморској висини од 335 м.